# 莫列班巴區

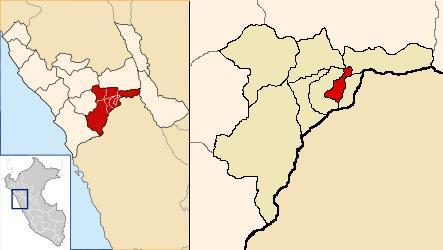
莫列班巴區地理位置

莫列班巴區（西班牙語：Distrito de Mollebamba），是秘魯的一個區，位於該國西北部拉利伯塔德大區的聖地亞哥德丘科省，始建於1920年8月3日，面積69.69平方公里，海拔高度3,054米，2005年人口2,060，人口密度每平方公里30人。